# Anguera
Anguera es un municipio brasileño situado en el estado de Bahía. Tiene una población estimada, en 2021, de 11 369 habitantes.
Está ubicado al margen de la BA-052, a 146 km de la capital estatual.
El municipio fue creado en 1961, independizándose de Feria de Santana.